# Elizabeth Dennehy

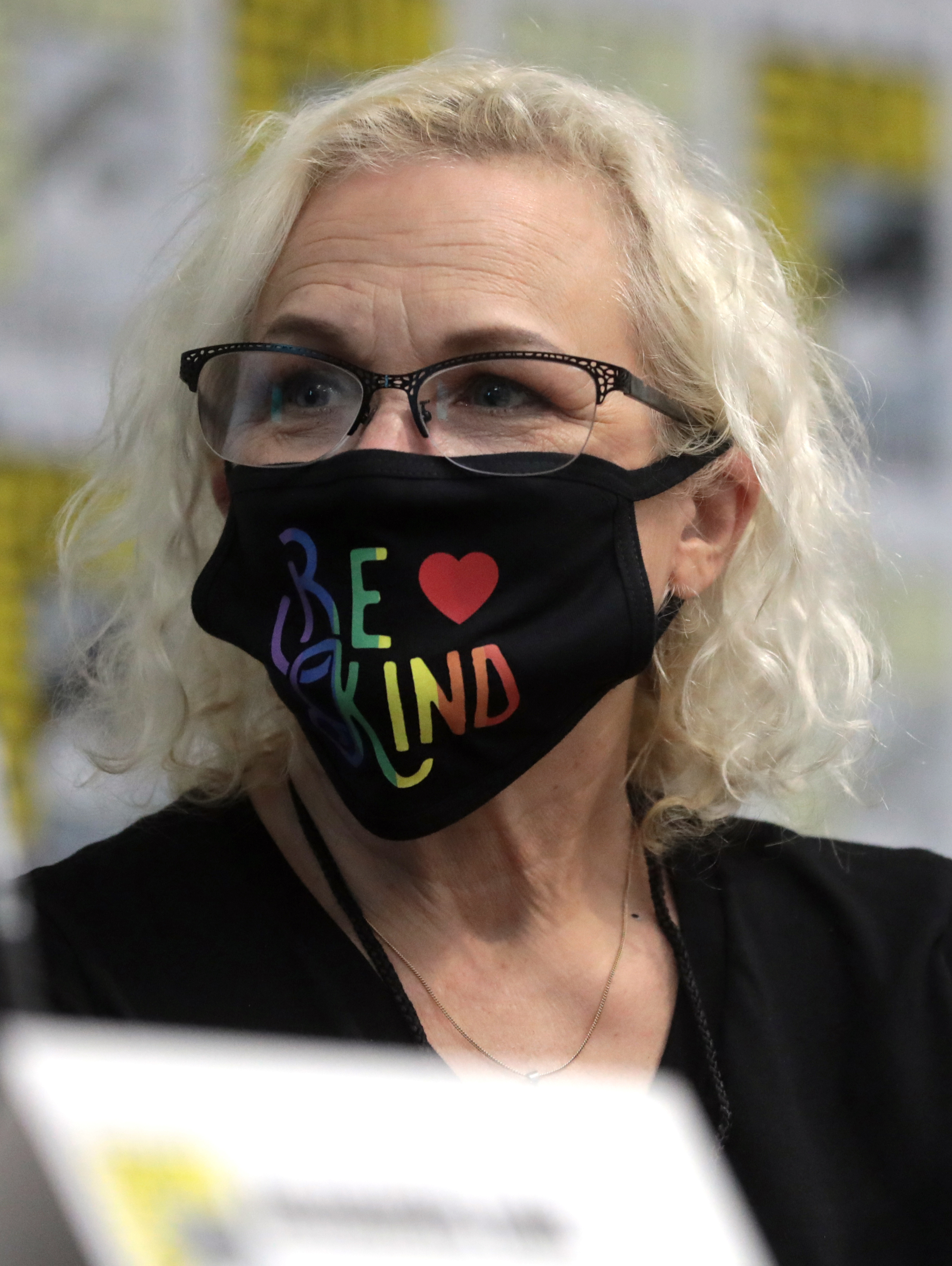
Elizabeth Dennehy, 2021

Elizabeth Hannah Dennehy (* 1. Oktober 1960 in Jacksonville, North Carolina) ist eine US-amerikanische Schauspielerin.

## Karriere
Elizabeth Dennehy wurde 1960 als Tochter des Schauspielers Brian Dennehy geboren.
Sie begann ihre Karriere Mitte der 1980er Jahre am Off-Broadway-Theater. 1988 gab Dennehy ihr Fernseh-Debüt in der US-amerikanischen Seifenoper Springfield Story. Dort spielte sie bis 1989 die Rolle der Blake Lindsay. Nach ihrem Ausstieg übernahm Sherry Stringfield die Rolle der Blake. Danach war sie in zwei Folgen der Science-Fiction-Serie Raumschiff Enterprise: Das nächste Jahrhundert als Lt. Cmdr. Shelby zu sehen.
1997 war sie in den Filmen Gattaca und The Game zu sehen. Dennehy tritt überwiegend in Fernsehproduktionen auf.

## Filmografie (Auswahl)
- 1988–1989: Springfield Story (The Guiding Light, Fernsehserie)
- 1990: Raumschiff Enterprise: Das nächste Jahrhundert (Star Trek: The Next Generation, Fernsehserie, zwei Folgen)
- 1990: Die totale Erinnerung – Total Recall (Total Recall)
- 1991: Brooklyn Bridge (Fernsehserie)
- 1992: Waterdance (The Waterdance)
- 1992: Zurück in die Vergangenheit (Quantum Leap, Fernsehserie, eine Folge)
- 1993: Ich will neue Eltern (A Place to Be Loved, Fernsehfilm)
- 1993: Seinfeld (Fernsehserie, zwei Folgen)
- 1993: Class of ’96 (Fernsehserie, eine Folge)
- 1994: Das Kartell (Clear and Present Danger)
- 1994: Jack Reed: Gnadenlose Jagd (Jack Reed: A Search for Justice, Fernsehfilm)
- 1996: The Lazarus Man (Fernsehserie)
- 1997: Deep Running – Flucht zu zweit (On the Edge of Innocence, Fernsehfilm)
- 1997: Gattaca
- 1997: High Speed – Wenn die Bremse versagt (Runaway Car, Fernsehfilm)
- 1997: The Game
- 1997: C-16: Spezialeinheit FBI (C-16: FBI, Fernsehserie, eine Folge)
- 1998: God’s Army II – Die Prophezeiung (The Prophecy II)
- 1998: Alabama Dreams (Any Day Now, Fernsehserie)
- 1998: Star Force Soldier (Soldier)
- 1999: Die Partridge Familie (Come On, Get Happy: The Partridge Family Story, Fernsehfilm)
- 1999: Last Man on Planet Earth
- 1999: Logan – Im Hotel des Todes (Hard Time: Hostage Hotel, Fernsehfilm)
- 2000: Chicago Hope – Endstation Hoffnung (Chicago Hope, Fernsehserie, eine Folge)
- 2000: New York Cops – NYPD Blue (NYPD Blue, Fernsehserie, eine Folge)
- 2001: Für alle Fälle Amy (Judging Amy, Fernsehserie, eine Folge)
- 2001: Mord ist ihr Hobby – Der letzte freie Mann (Murder, She Wrote: The Last Free Man)
- 2001: The Agency – Im Fadenkreuz der C.I.A. (The Agency, Fernsehserie, zwei Folgen)
- 2002: Roter Drache (Red Dragon)
- 2004: Charmed – Zauberhafte Hexen (Charmed, Fernsehserie, acht Folgen)
- 2005: Welcome, Mrs. President (Commander in Chief, Fernsehserie)
- 2005: Numbers – Die Logik des Verbrechens (Numb3rs, Fernsehserie, eine Folge)
- 2005: Without a Trace – Spurlos verschwunden (Without a Trace, Fernsehserie, eine Folge)
- 2007: Welcome to Paradise
- 2008: Boston Legal (Fernsehserie, eine Folge)
- 2008: Hancock
- 2008: Medium – Nichts bleibt verborgen (Medium, Fernsehserie, eine Folge)
- 2009: The Mentalist (Fernsehserie, eine Folge)
- 2012: Rizzoli & Isles (Fernsehserie, eine Folge)
- 2012: Janeane from Des Moines
- 2013: Masters of Sex (Fernsehserie, eine Folge)
- 2013: Schatten der Leidenschaft (The Young and the Restless, Fernsehserie, eine Folge)
- 2014: Midnight
- 2017: American Folk
- 2020: The Show Must Go Online (Fernsehserie, eine Folge)
- 2023: Star Trek: Picard (Fernsehserie, eine Folge)
- 2024: Horizon: An American Saga

## Theater
- 1984: Henry V (Delacorte Theater, New York City)
- 1988: Tony n' Tina's Wedding (Midtown Theater at HA!, New York City)